# Dusona tibiator
Dusona tibiator är en stekelart som först beskrevs av Cresson 1865.  Dusona tibiator ingår i släktet Dusona och familjen brokparasitsteklar. Inga underarter finns listade i Catalogue of Life.